# Helen Hull Jacobs
Helen Hull Jacobs (Globe, Arizona, Estados Unidos 6 de agosto de 1908 - Nueva York, Nueva York, Estados Unidos, 2 de junio de 1997) fue una tenista y escritora estadounidense que, en las décadas de 1920 y 1930, se hizo conocida por su rivalidad en la pista con Helen Wills (Moody) y ganadora de Wimbledon en 1936.

## Trayectoria
Jacobs fue campeona nacional de tenis juvenil en 1924-25 y asistió a la Universidad de Berkeley, de 1926 a 1929. Fue derrotada por Helen Wills en la final de 1928 en Forest Hills, Nueva York, y en la final de Wimbledon en 1929 y 1932. Aunque Wills solía salir victoriosa, el carisma y el coraje de Jacobs la convirtieron en una de las favoritas del público. La única victoria de Jacobs sobre su principal rival llegó por defecto en la final del Abierto de Estados Unidos de 1933, cuando Wills, que estaba rezagada, se retiró debido a una lesión en la espalda. 
Aunque a menudo a la sombra de Wills, Jacobs registró un impresionante récord de tenis, incluidos cuatro campeonatos de sencillos del Abierto de EE. UU. (1932–35), tres dobles (1932 y 1934–35) y dobles mixtos (1934). Jacobs hizo seis apariciones en la final de Wimbledon y ganó el título en 1936, frente a la alemana Hilde Sperling, además de estar en la final un total de 5 veces. Estuvo clasificada entre las 10 mejores del mundo de 1928 a 1940 y también fue miembro del equipo de la Copa Wightman de EE. UU. (1927-1939), ayudando a los EE. UU. a ganar 10 de 12 partidos, incluidos siete seguidos.
Jacobs fue la primera jugadora de tenis nombrada Atleta Femenina del Año de Associated Press en 1933 año en el que se convirtió en la primera mujer en romper con la tradición vistiendo pantalones cortos hechos a la medida en Wimbledon.La revista Time le dedicó su portada del 14 de septiembre de 1936, donde Jacobs aparece con una foto a todo color, posando en la red con una camisa negra con cuello blanco y pantalones cortos de sastrería masculina.
Tuvo la mala suerte de destacar en la época marcada por Helen Wills Moody. De las 11 ocasiones en las que se enfrentaron, Jacobs solo consiguió vencer en una ocasión.
Durante su carrera en el tenis se convirtió en escritora, siendo sus primeros libros Modern Tennis (1933) y Improve Your Tennis (1936). También escribió obras de ficción (por ejemplo, Storm Against the Wind [1944]). Su autobiografía Beyond the Game apareció en 1936.
Jacobs fue comandante de inteligencia de la Marina de los Estados Unidos en la Segunda Guerra Mundial, una de las cinco mujeres en la Marina que alcanzó ese rango. Se retiró del tenis en 1947 y disfrutó como granjera, escritora de 19 libros y diseñadora de ropa deportiva.
En 1962 se le honró incluyéndola en el International Tennis Hall of Fame.